# Siljan (localitate)
Siljan este o localitate din comuna Siljan, provincia Telemark, Norvegia, cu o suprafață de 0,62 km² și o populație de 826 locuitori (2013).